# 戈爾恰科夫街站
戈爾恰科夫街站（羅馬化：Ulitsa Gorchakova）是莫斯科地鐵布托沃線的一個車站，開通於2003年12月27日。站名取自於附近的戈爾恰科夫街。